# Vlková
Vlková (węg. Farkasfalva, do 1886 Vlkanov, do 1899 Farkasfalu-Lök, niem. Farksdorf) – wieś (obec) w północnej Słowacji leżąca w powiecie Kieżmark, w kraju preszowskim. Znajduje się w Kotlinie Popradzkiej, w dolinie potoku Vlková. Do miejscowości tej należą również położone oddzielnie Levkovce. Pierwsza pisemna wzmianka o wsi pochodzi z 1278 roku.

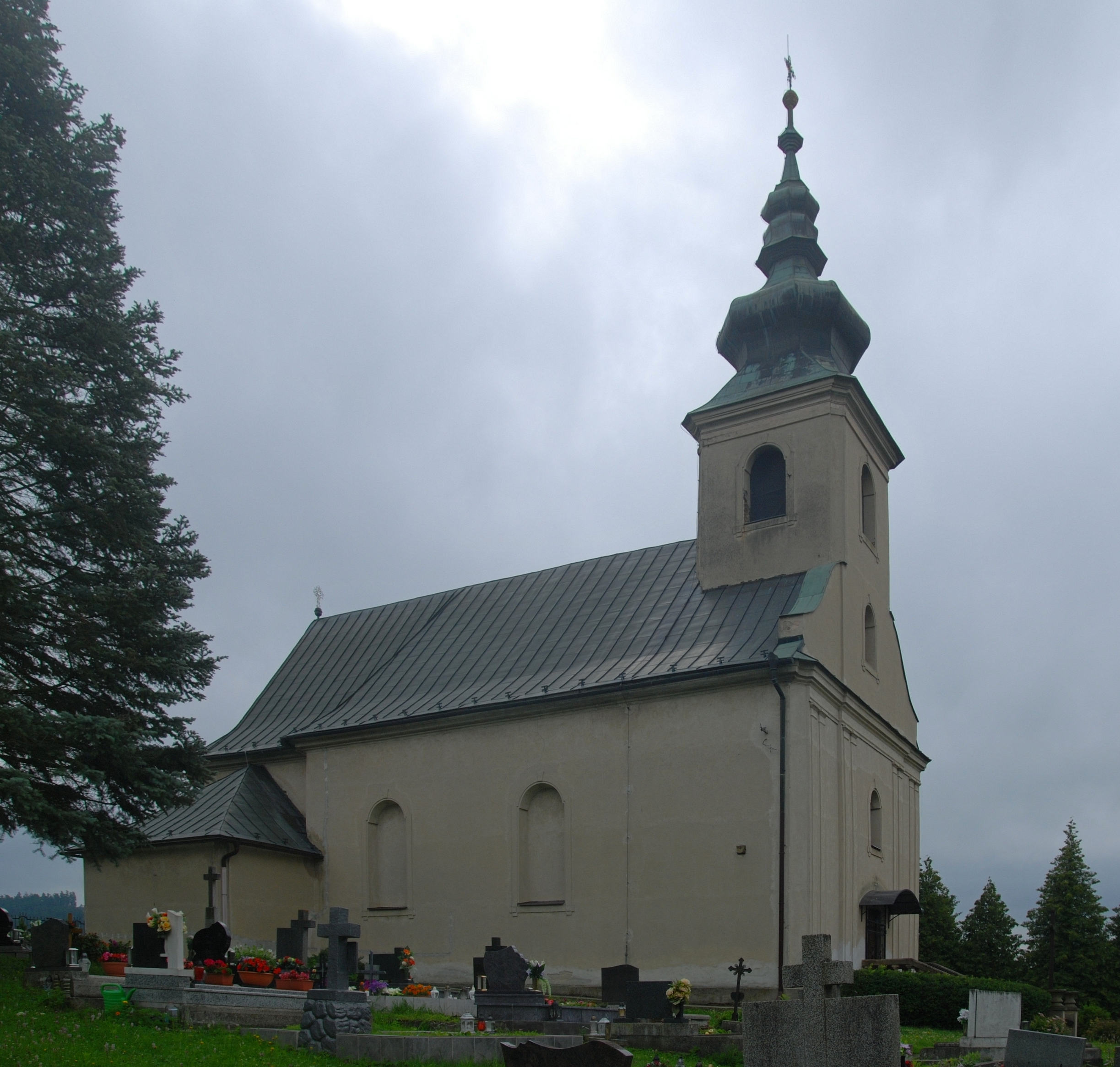
Kościół Zwiastowania Najświętszej Marii Panny
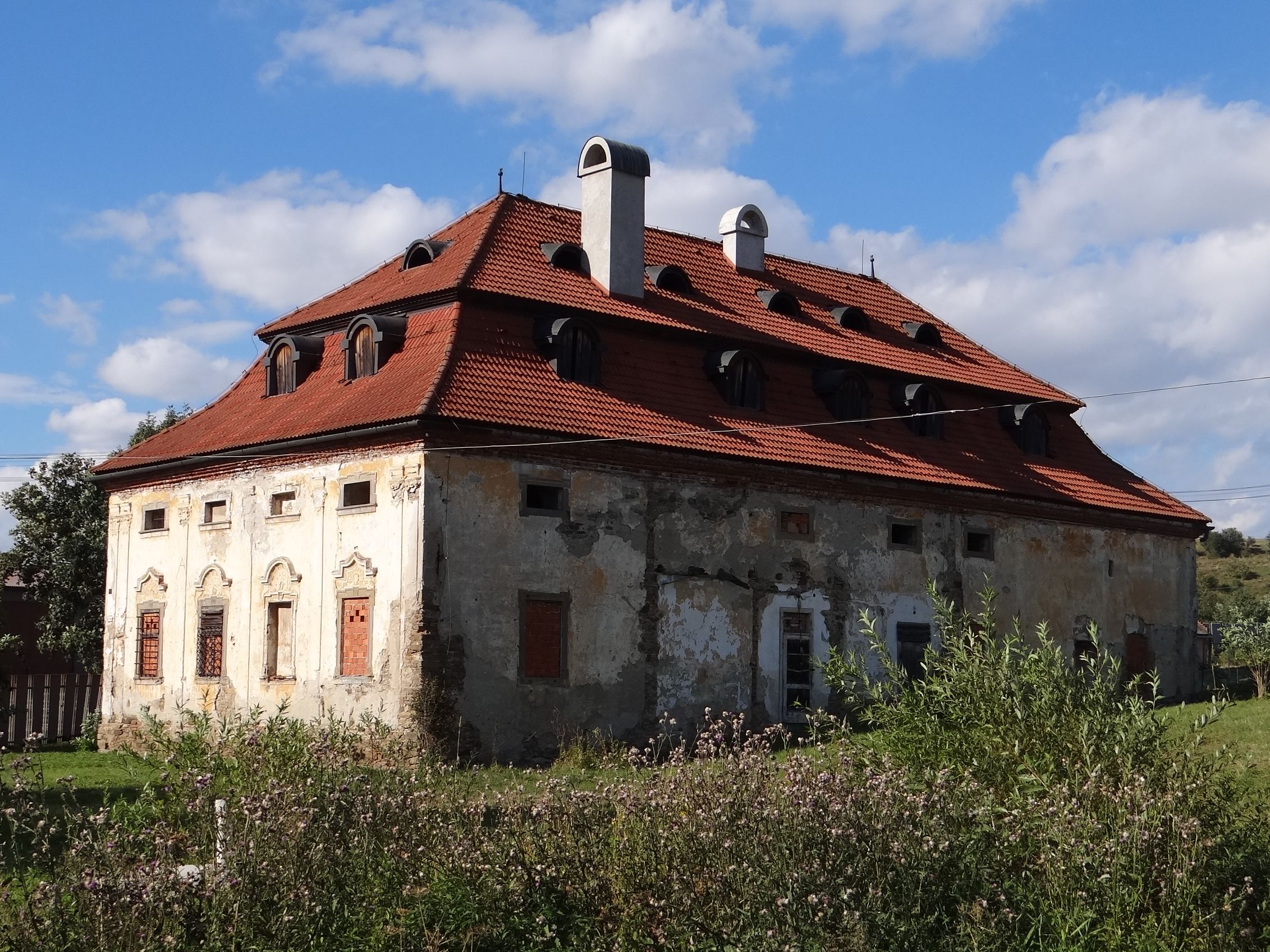
Budynek podworski